# もとむらみちこ
もとむら　みちこは、大阪府出身の日本の女性声優。大阪市立工芸高等学校卒。所属事務所はオフィスBAN。

## 出演作品

### TV・ラジオ
- 読売テレビ 契約アナウンサーとしてナレーション
- 関西テレビ 「木曜アンカー　めっちゃ知りたい」ナレーション
- ABCテレビ 「ワイドABCDE〜す」
- MBSラジオ「日曜競馬」
- ABCラジオ ABC交通情報・「ヤングリクエスト」
- USEN「小説朗読番組」
- NHK-FM放送

### 駅自動放送
- 近畿日本鉄道（津田英治と共に）
  - 伊賀神戸以西の主要駅自動放送（南大阪線系統・けいはんな線除く）
  - 鶴橋駅奇数番のりば自動放送
  - 長野線川西駅自動放送（この駅以外は横田敦子が担当）
- 東武鉄道
  - 東あずま駅・小村井駅上り方面接近放送（「黄色い線の内側にお下がり下さい」のみ）
  - 浅草駅、池袋駅など一部駅の足元注意喚起放送

### 車内放送
近鉄生駒線
近鉄湯の山線
近鉄鈴鹿線
近鉄名古屋線（白塚駅 - 伊勢中川駅）・近鉄山田線・近鉄鳥羽線（普通列車のみ）・近鉄志摩線
近鉄南大阪線（尺土駅 - 橿原神宮前駅間）の普通列車（ワンマン運転のみ）
近鉄御所線
近鉄道明寺線
四日市あすなろう鉄道内部線・八王子線
養老鉄道（使用終了）
伊賀鉄道・860系のみ（使用終了）
三岐鉄道北勢線（使用終了）
シリーズ21、ワンマン対応車両の戸閉まり告知ナレーション

### CM
大阪府に本社を置く企業が多い。
- 桐灰化学
- UHA味覚糖
- 越前屋
- 三輪そうめん
- 日本コカ・コーラ
- 尼崎信用金庫
- サンスター
- ロート製薬
- 松下電器産業
- りそな銀行
- 内藤証券
- 旧日本郵政公社

他、多数あり。

### ナレーション
- 国土交通省
- 大阪ガス
- フジテックエレベーター音声案内

他、多数あり。